# Inkoop van eigen aandelen
Bij de inkoop van eigen aandelen gaat een bedrijf zijn eigen aandelen kopen op de beurs (en die dan eventueel in te trekken).

## Doel
Bedrijven hebben voor de winst twee bestemmingen. Een deel van de winst kan worden behouden, de ingehouden winst, en worden gebruikt voor investeringen. Het resterende deel kan worden verdeeld onder de aandeelhouders, deze uitkering kan in de vorm van dividend of door middel van een inkoop van aandelen.
Voor het dividend geven de bedrijven en aandeelhouders de voorkeur aan een stabiel tot licht groeiend bedrag wat wordt uitgekeerd. Sterke schommelingen in de hoogte van het dividend worden als negatief ervaren door beleggers.
Het terugkopen van aandelen is een alternatief voor dividenden en hierbij is het incidentele karakter van dergelijk inkopen geaccepteerd. Wanneer het bedrijf te veel kasmiddelen heeft en geen goede bestemming heeft voor dit geld kan het besluiten eigen aandelen in te kopen. Door deze actie daalt het aantal aandelen in handen van het publiek. Het bedrijf krijgt eigen aandelen in handen en kan besluiten deze in te trekken waardoor het aantal uitstaande aandelen daalt. Bij een gelijke nettowinst zal de winst per aandeel hoger liggen na de inkoop van aandelen dan ervoor doordat over minder aandelen de nettowinst wordt gedeeld.
Voordelen van het inkopen van eigen aandelen:
- Het dividend per aandeel stijgt. Aangezien er minder aandelen in omloop zijn, kan eenzelfde voorbestemd dividendbedrag (afkomstig van de nettowinst) over minder aandelen uitgekeerd worden.
- Door dit vooruitzicht kan de koers van het aandeel stijgen.

Nadelen van het inkopen van eigen aandelen:
- Het eigen vermogen van het bedrijf daalt waardoor de verhouding tot de schulden anders wordt.
- Sommige beleggers zien de inkoop van eigen aandelen als een gebrek aan groeivisie, omdat het management blijkbaar geen goede investeringsmogelijkheden ziet.
- Op basis van deze argumenten kan de koers van het aandeel dalen.

## Terugkoop methoden
De gebruikelijkste methode voor de terugkoop van aandelen is via de effectenbeurs. Een bedrijf zal de markt berichten dat het eigen aandelen gaat inkopen, hierbij wordt veelal het bedrag genoemd wat het bedrijf wil besteden en een termijn waarbinnen de aankopen zullen plaatsvinden. De aandelen worden tijdens de normale handelsuren gekocht, waarbij veelal een limiet geldt voor de hoeveelheid aandelen in relatie tot het handelsvolume per dag.
Bij een versnelde aandeleninkoop (Engels: Accelerated Share Repurchase of afgekort ASR) is de termijn waarop de aandeleninkoop wordt afgewikkeld veel korter. Het bedrijf geeft het geld in een keer, of in een paar termijnen, aan een zakenbank die bijna direct de tegenwaarde in aandelen teruggeeft. De aandeleninkoop is voor het bedrijf dan afgerond. De zakenbank kan de aandelen leveren door ze te lenen bij grote beleggers of financiële partijen. De zakenbank gaat vervolgens op eigen tempo de aandelen in de markt kopen en levert de aandelen weer in bij de partijen van wie de aandelen zijn geleend.
Een verouderde methode is een openbaar bod. Het bedrijf geeft aan hoeveel aandelen het wil inkopen, tegen welke prijs en de termijn van het bod.  De aandeelhouders beslissen of ze tegen deze condities op het bod willen ingaan. Stemmen ze in met het bod, dan hoeven ze alleen het aantal aandelen op te geven wat ze aanbieden. Als het aantal aangeboden aandelen groter dan het gevraagde aantal, dan accepteert het bedrijf maar een deel van de aangeboden aandelen. Als het aantal aangeboden aandelen lager is dan het gevraagde aantal, kan het bedrijf ervoor kiezen de duur van het bod te verlengen.
De Nederlandse veiling is een alternatieve versie van het openbare bod. Hierbij geeft een bedrijf aan aandelen te willen inkopen binnen een bepaalde prijsrange en laat aan de beleggers de prijs, naast het aantal aandelen, waartegen ze willen verkopen. De verkoopaanbiedingen worden verzameld en gerangschikt van de laagste naar de hoogste prijs waardoor een vraagcurve voor het aandeel ontstaat. Gegeven het bedrag wat het bedrijf wil besteden aan de aandeleninkoop worden alle biedingen die op of onder die prijs een bod hebben uitgebracht geaccepteerd. Beleggers die tegen een hogere prijs wensten te verkopen, verkopen niets.